# Sindaci di Bagnara Calabra
Di seguito l'elenco cronologico dei sindaci di Bagnara Calabra e delle altre figure apicali equivalenti che si sono succedute nel corso della storia.

## Lista dei Sindaci di Bagnara Calabra

### Regno di Napoli (1302-1816)
| Nominativo            | Partito | Mandato | Mandato |
| Nominativo            | Partito | Inizio  | Fine    |
| --------------------- | ------- | ------- | ------- |
| Rosario Messina Spina | –       | 1799    | 1799    |
| Francesco Zagari      | –       | 1806    | 1806    |
| Pietro Fedele         | –       | 1810    | 1811    |
| Carmine Arcidiacono   | –       | 1812    | 1814    |
| Vincenzo Romano       | –       | 1815    | 1816    |

### Regno delle Due Sicilie (1816-1861)
| Nominativo               | Partito | Mandato | Mandato |
| Nominativo               | Partito | Inizio  | Fine    |
| ------------------------ | ------- | ------- | ------- |
| Stefano Palumbo          | –       | 1816    | 1816    |
| Domenico Antonio Parisio | –       | 1818    | 1821    |
| Giovanni Parisio         | –       | 1822    | 1824    |
| Carmine Arcidiacono      | –       | 1825    | 1825    |
| Agostino Versace         | –       | 1828    | 1828    |
| Pietro Fedele            | –       | 1829    | 1829    |
| Agostino Versace         | –       | 1830    | 1834    |
| Carlo Arcidiacono        | –       | 1835    | 1835    |
| Giovanni Parisio         | –       | 1836    | 1839    |
| Vincenzo Savoia          | –       | 1840    | 1842    |
| Giovanni Denaro          | –       | 1843    | 1845    |
| Vincenzo Savoia          | –       | 1846    | 1848    |
| Francesco Versace        | –       | 1849    | 1851    |
| Vincenzo Parisi          | –       | 1852    | 1854    |
| Giuseppe Leonardis       | –       | 1854    | 1854    |
| Francesco Spoleti        | –       | 1855    | 1860    |

### Regno d'Italia (1861-1946)
| Sindaci nominati dal governo (1861-1890)                           | Sindaci nominati dal governo (1861-1890) | Sindaci nominati dal governo (1861-1890) | Sindaci nominati dal governo (1861-1890) |
| Nominativo                                                         | Partito                                  | Mandato                                  | Mandato                                  |
| Nominativo                                                         | Partito                                  | Inizio                                   | Fine                                     |
| ------------------------------------------------------------------ | ---------------------------------------- | ---------------------------------------- | ---------------------------------------- |
| Giacomo Perugini                                                   | –                                        | 1861                                     | 1861                                     |
| Gaetano Patamia                                                    | –                                        | 1862                                     | 1862                                     |
| Francesco Catalano                                                 | –                                        | 1863                                     | 1863                                     |
| Giuseppe Leonardis                                                 | –                                        | 1864                                     | 1866                                     |
| Vincenzo Romano                                                    | –                                        | 1867                                     | 1869                                     |
| Antonio Candido                                                    | –                                        | 1870                                     | 1879                                     |
| Francesco Catalano                                                 | –                                        | 1879                                     | 1881                                     |
| Vincenzo Parisi                                                    | –                                        | 1882                                     | 1884                                     |
| Antonio De Leo (Commissario prefettizio)                           | –                                        | 1885                                     | 1888                                     |
| Vincenzo Denaro                                                    | –                                        | 16 ottobre 1889                          | 1891                                     |
| Sindaci eletti dal consiglio comunale (1890-1926)                  |                                          |                                          |                                          |
| Nominativo                                                         | Partito                                  | Mandato                                  | Mandato                                  |
| Nominativo                                                         | Partito                                  | Inizio                                   | Fine                                     |
| Francesco Messina                                                  | –                                        | 1892                                     | 1895                                     |
| Vincenzo Parisio                                                   | –                                        | 1896                                     | 1896                                     |
| Gennaro Candido                                                    | –                                        | 1 agosto 1897                            | 1906                                     |
| Andrea De Leo                                                      | –                                        | 17 marzo 1906                            | 1908                                     |
| Giuseppe Messina                                                   | –                                        | 1909                                     | 1914                                     |
| Giuseppe Lupini                                                    | –                                        | 1915                                     | 1917                                     |
| Attilio Panetta (Commissario prefettizio)                          | –                                        | 1917                                     | 1917                                     |
| Michele Giannattasio (Commissario prefettizio)                     | –                                        | 1917                                     | 24 novembre 1920                         |
| Cesare Candido                                                     | –                                        | 1920                                     | 1923                                     |
| Michele Vesuvio (Commissario prefettizio)                          | –                                        | 1924                                     | 1924                                     |
| Luca Ranella (Commissario prefettizio)                             | –                                        | 1925                                     | 1925                                     |
| Giulio Cesare Steiner (Commissario prefettizio)                    | –                                        | 1925                                     | 1925                                     |
| Podestà nominati dal governo (1926-1944)                           |                                          |                                          |                                          |
| Nominativo                                                         | Partito                                  | Mandato                                  | Mandato                                  |
| Nominativo                                                         | Partito                                  | Inizio                                   | Fine                                     |
| Francesco Aria (Commissario prefettizio)                           | –                                        | 1926                                     | 1926                                     |
| Antonio De Leo                                                     | –                                        | 1927                                     | 1927                                     |
| Antonio De Leo (Commissario prefettizio)                           | –                                        | 1928                                     | 1930                                     |
| Ugo Lombardo (Commissario prefettizio)                             | –                                        | 1931                                     | 1932                                     |
| Francesco Ciccone (Commissario prefettizio)                        | –                                        | 1933                                     | 1934                                     |
| Nicola Romano                                                      | –                                        | 1935                                     | 1936                                     |
| Gaetano Barbagallo                                                 | –                                        | 1937                                     | 1937                                     |
| Vito Conserva                                                      | –                                        | 1938                                     | 1938                                     |
| Giuseppe De Leo                                                    | –                                        | 1938                                     | 1938                                     |
| Rocco Pignataro                                                    | –                                        | 1939                                     | 1939                                     |
| Giuseppe De Leo                                                    | –                                        | 1940                                     | 1941                                     |
| Domenico Mammino (Commissario prefettizio)                         | –                                        | 1942                                     | 1942                                     |
| Vito Conserva                                                      | –                                        | 1943                                     | 1943                                     |
| Sindaci nominati dal Comitato di Liberazione Nazionale (1944-1946) |                                          |                                          |                                          |
| Nominativo                                                         | Partito                                  | Mandato                                  | Mandato                                  |
| Nominativo                                                         | Partito                                  | Inizio                                   | Fine                                     |
| Vincenzo Gioffrè                                                   | –                                        | 1944                                     | 1945                                     |

### Repubblica italiana (dal 1946)
| Sindaci eletti dal consiglio comunale (1946-1995)                                                  | Sindaci eletti dal consiglio comunale (1946-1995) | Sindaci eletti dal consiglio comunale (1946-1995) | Sindaci eletti dal consiglio comunale (1946-1995) | Sindaci eletti dal consiglio comunale (1946-1995) | Sindaci eletti dal consiglio comunale (1946-1995) | Sindaci eletti dal consiglio comunale (1946-1995)                          |
| Nominativo                                                                                         | Partito                                           | Partito                                           | Giunta                                            | Giunta                                            | Mandato                                           | Mandato                                                                    |
| Nominativo                                                                                         | Partito                                           | Partito                                           | Giunta                                            | Giunta                                            | Inizio                                            | Fine                                                                       |
| -------------------------------------------------------------------------------------------------- | ------------------------------------------------- | ------------------------------------------------- | ------------------------------------------------- | ------------------------------------------------- | ------------------------------------------------- | -------------------------------------------------------------------------- |
| Francesco De Leo                                                                                   | –                                                 | –                                                 | –                                                 | –                                                 | 1946                                              | 1946                                                                       |
| Giuseppe Pugliese                                                                                  | –                                                 | –                                                 | –                                                 | –                                                 | 1947                                              | 1949                                                                       |
| Vincenzo Milazzo (Commissario prefettizio)                                                         | –                                                 | –                                                 | –                                                 | –                                                 | 1950                                              | 1951                                                                       |
| Tommaso Scordo (Commissario prefettizio)                                                           | –                                                 | –                                                 | –                                                 | –                                                 | 1951                                              | 1951                                                                       |
| Vincenzo Milazzo                                                                                   | –                                                 | –                                                 | –                                                 | –                                                 | 1952                                              | 1954                                                                       |
| Gregorio Gioffrè                                                                                   | –                                                 | –                                                 | –                                                 | –                                                 | 1955                                              | 1955                                                                       |
| Giuseppe Barilà Sorà                                                                               | –                                                 | –                                                 | –                                                 | –                                                 | 1956                                              | 1957                                                                       |
| Giosafatte Zappia                                                                                  | –                                                 | –                                                 | –                                                 | –                                                 | 1958                                              | 1958                                                                       |
| Candeloro De Leo                                                                                   | –                                                 | –                                                 | –                                                 | –                                                 | 1958                                              | 1960                                                                       |
| Candeloro De Leo                                                                                   | –                                                 | –                                                 | –                                                 | –                                                 | 1960                                              | 1964                                                                       |
| Diego Versace                                                                                      | –                                                 | –                                                 | –                                                 | –                                                 | 1964                                              | 1968                                                                       |
| Attilio Malliani (Commissario prefettizio)                                                         | –                                                 | –                                                 | –                                                 | –                                                 | 1968                                              | 1968                                                                       |
| Candeloro De Leo                                                                                   | –                                                 | –                                                 | –                                                 | –                                                 | 1969                                              | 1974                                                                       |
| Candeloro De Leo                                                                                   | –                                                 | –                                                 | –                                                 | –                                                 | 1974                                              | 1977                                                                       |
| Francesco Ottinà (Commissario prefettizio)                                                         | –                                                 | –                                                 | –                                                 | –                                                 | 1977                                              | 1978                                                                       |
| Carmine Versace                                                                                    | –                                                 | –                                                 | –                                                 | –                                                 | 1978                                              | 1980                                                                       |
| Francesco Zoccali                                                                                  | –                                                 | –                                                 | –                                                 | –                                                 | 1980                                              | 1982                                                                       |
| Domenico Barilà                                                                                    | –                                                 | –                                                 | –                                                 | –                                                 | 1982                                              | 1983                                                                       |
| Giuseppe Fucà                                                                                      | –                                                 | –                                                 | –                                                 | –                                                 | 1983                                              | 1988                                                                       |
| Alfredo Molinaro                                                                                   |                                                   | Democrazia Cristiana                              | –                                                 | –                                                 | 1 ottobre 1988                                    | 19 dicembre 1990                                                           |
| Domenico Barilà                                                                                    |                                                   | Democrazia Cristiana                              | –                                                 | –                                                 | 16 febbraio 1991                                  | 7 novembre 1991                                                            |
| Attilio Battaglia (Commissario prefettizio)                                                        | –                                                 | –                                                 | –                                                 | –                                                 | 9 gennaio 1992                                    | 25 febbraio 1992                                                           |
| Attilio Battaglia (Commissario straordinario)                                                      | –                                                 | –                                                 | –                                                 | –                                                 | 25 febbraio 1992                                  | 23 luglio 1992                                                             |
| Giuseppe Ramondino                                                                                 |                                                   | Democrazia Cristiana                              | –                                                 | –                                                 | 14 agosto 1992                                    | 16 marzo 1994                                                              |
| Demetrio Martino (Commissario straordinario)                                                       | –                                                 | –                                                 | –                                                 | –                                                 | 27 giugno 1994                                    | 21 novembre 1994                                                           |
| Antonino Dato                                                                                      |                                                   | Indipendente                                      |                                                   | Progressisti                                      | 21 novembre 1994                                  | 9 settembre 1997                                                           |
| Sindaci eletti direttamente dai cittadini (dal 1995)                                               |                                                   |                                                   |                                                   |                                                   |                                                   |                                                                            |
| Nominativo                                                                                         | Partito                                           | Partito                                           | Coalizione                                        | Coalizione                                        | Mandato                                           | Mandato                                                                    |
| Nominativo                                                                                         | Partito                                           | Partito                                           | Coalizione                                        | Coalizione                                        | Inizio                                            | Fine                                                                       |
| Gregorio Giuseppe Frosina                                                                          | –                                                 | –                                                 |                                                   | L'Ulivo                                           | 17 novembre 1997                                  | 6 giugno 2000                                                              |
| Santi Zappalà                                                                                      |                                                   | Lista civica                                      | –                                                 | –                                                 | 14 maggio 2001                                    | 30 maggio 2006                                                             |
| Santi Zappalà                                                                                      |                                                   | Lista civica di centro-destra                     | –                                                 | –                                                 | 30 maggio 2006                                    | 30 aprile 2010                                                             |
| Cesare Giuseppe Zappia                                                                             |                                                   | Il Popolo della Libertà                           | –                                                 | –                                                 | 17 maggio 2011                                    | 14 aprile 2015                                                             |
| Maria Cacciola Luca Rotondi Vito Turco Antonio Contarino Franca Tancredi (Commissari straordinari) | –                                                 | –                                                 | –                                                 | –                                                 | 14 aprile 2015 9 luglio 2015 3 novembre 2016      | 12 giugno 2017 9 luglio 2015 12 giugno 2017 3 novembre 2016 12 giugno 2017 |
| Gregorio Giuseppe Frosina                                                                          |                                                   | Lista civica                                      | –                                                 | –                                                 | 12 giugno 2017                                    | 14 giugno 2022                                                             |
| Adone Pistolesi                                                                                    |                                                   | Lista civica                                      | –                                                 | –                                                 | 14 giugno 2022                                    | in carica                                                                  |